# Aeropuerto William P. Hobby
El Aeropuerto William P. Hobby, conocido coloquialmente como Aeropuerto Hobby (en inglés, William P. Hobby Airport) (IATA: HOU, OACI: KHOU, FAA LID: HOU) es un aeropuerto internacional en Houston, Texas a 11 kilómetros (7 millas) del centro de Houston Hobby es el aeropuerto comercial más antiguo de Houston y fue su principal aeropuerto comercial hasta que el Aeropuerto Intercontinental de Houston, ahora Aeropuerto Intercontinental George Bush, abrió en 1969. Después de la apertura del Intercontinental, Hobby convirtió en un aeropuerto secundario para el servicio de las líneas aéreas nacionales, así como un centro regional de la aviación privada y corporativa.
Houston es un centro de conexiones y ciudad foco de Southwest Airlines, y fue la séptima ciudad más grande de la red de Southwest hasta 2015. Hobby está clasificado como un aeropuerto de tamaño mediano, y es actualmente el tercer mayor aeropuerto de esta clasificación en términos de pasajeros (solo por detrás de Nashville y San Luis). Southwest abrió su primer terminal internacional en Hobby, y comenzó el servicio a México y América Central y del Sur, el 15 de octubre de 2015.
El aeropuerto cubre un área de  528 hectáreas (1,304 acres) y tiene cuatro pista de aterrizajes. El edificio de la terminal art decó original, que fue la primera terminal de pasajeros de aerolíneas en Houston, ahora alberga el museo 1940 Air Terminal Museum.

## Operaciones
El aeropuerto Hobby maneja el servicio doméstico/internacional de cuatro líneas aéreas comerciales y es un punto de entrada internacional para la actividad de aviación general entre Texas y México. Hobby es utilizado sobre todo por aerolíneas de bajo costo, ya que la mayoría de las compañías más grandes utilizan el Aeropuerto Intercontinental George Bush. A octubre de 2013, Southwest Airlines tenía 157 vuelos diarios sin escalas a 43 ciudades desde Hobby y utilizaba 18 puertas en el aeropuerto.
En una encuesta entre los viajeros en los Estados Unidos por J. D. Power and Associates para un informe de satisfacción de los viajeros de Aviation Week, el Aeropuerto William P. Hobby empató con el Aeropuerto de Dallas Love como el aeropuerto pequeño número uno en el país para la satisfacción del cliente en 2006 y el número uno de nuevo en 2007. Hobby quedó en #2 en 2008.
Southwest Airlines operó más del 80 por ciento de los embarques totales de Hobby en 2005 y un promedio de 10 vuelos por día por puerta. Southwest Airlines planea mantener y hacer crecer Houston como centro de conexiones y ciudad foco y está tratando de servir a nuevos mercados internacionales desde Hobby.
Los desarrollo en Hobby en la década de los 00 incluyen una nueva sala para servir a Southwest Airlines, diseñado por Leo A Daly y la actualización de la Pista 4/22. En mayo de 2009, un proyecto de renovación de terminales fue anunciado que actualizará los mostradores, zona de vestíbulo y de reclamo de equipaje.
El Centro de Control de Tráfico de Rutas Aéreas de Houston sirve como el Centro de Control de Área del aeropuerto.

## Terminales
El Aeropuerto William P. Hobby cuenta con una terminal central con 25 puertas, todos menos siete utilizados por Southwest. El cuerpo principal del edificio tiene numerosas tiendas y restaurantes al por menor, incluyendo un área de comida rápida. También incluye una capilla de diálogo interreligioso.
Una terminal internacional con 5 puertas se abrió el 15 de octubre de 2015.

## Aerolíneas y destinos

### Pasajeros
| Aerolíneas           | Destinos |
| -------------------- | --- |
| Allegiant Air        | Asheville, Gulf Shores, Phoenix/Mesa, Provo Estacional: Des Moines, Knoxville |
| American Eagle       | Dallas/Fort Worth |
| Avelo Airlines       | New Haven Estacional: Wilmington (NC) |
| Delta Air Lines      | Atlanta |
| Frontier Airlines    | Denver, Orlando |
| JSX                  | Dallas–Love |
| Southwest Airlines   | Albuquerque, Atlanta, Austin, Baltimore, Birmingham (AL), Burbank, Cancún, Charleston (SC), Charlotte, Chicago–Midway, Ciudad de Belice, Columbus–Glenn, Corpus Christi, Dallas–Love, Denver, Destin/Fort Walton Beach, El Paso, Fort Lauderdale, Greenville/Spartanburg, Harlingen, Indianápolis, Jackson (MS), Jacksonville (FL), Kansas City, Las Vegas, Liberia (CR), Long Beach, Los Ángeles, Louisville, Lubbock, Memphis, Miami, Midland/Odessa, Montego Bay, Nashville, Nueva Orleans, Nueva York–LaGuardia, Oakland, Oklahoma City, Omaha, Ontario, Orlando, Panama City (FL), Pensacola, Phoenix–Sky Harbor, Pittsburgh, Puerto Vallarta, Raleigh/Durham, Sacramento, Salt Lake City, San Antonio, San Diego, San José (CA), San José (CR), San José del Cabo, San Juan, San Luis, Savannah, Tampa, Tucson, Tulsa, Washington–National Estacional: Amarillo, Colorado Springs, Fort Myers, Little Rock, Punta Cana, Sarasota, Seattle/Tacoma |
| Sun Country Airlines | Estacional: Mineápolis/St. Paul |

### Carga
| Aerolíneas     | Destinos              |
| -------------- | --------------------- |
| AirNet Express | Columbus–Rickenbacker |

### Destinos nacionales
Se brinda servicio a 71 ciudades dentro del país a cargo de 8 aerolíneas.
| Destinos nacionales del Aeropuerto de Houston Hobby HOU ABQ AMA AVL ATL AUS BWI BHM BUR CHS CLT COS MDW CMH CRP DFW DAL DEN DSM DSI ELP FLL RSW GSP GUF HRL IND JAN JAX MCI TYS LAS LGB LAX SDF LBB MEM MIA MAF MSP BNA HVN LIT MSY LGA JFK OAK OKC OMA ONT MCO ECP PNS PHX AZA PIT PVU RDU SMF SLC SAT SAN SJC STL SRQ SAV SEA TPA TUS TUL DCA ILM | Destinos nacionales del Aeropuerto de Houston Hobby HOU ABQ AMA AVL ATL AUS BWI BHM BUR CHS CLT COS MDW CMH CRP DFW DAL DEN DSM DSI ELP FLL RSW GSP GUF HRL IND JAN JAX MCI TYS LAS LGB LAX SDF LBB MEM MIA MAF MSP BNA HVN LIT MSY LGA JFK OAK OKC OMA ONT MCO ECP PNS PHX AZA PIT PVU RDU SMF SLC SAT SAN SJC STL SRQ SAV SEA TPA TUS TUL DCA ILM | Destinos nacionales del Aeropuerto de Houston Hobby HOU ABQ AMA AVL ATL AUS BWI BHM BUR CHS CLT COS MDW CMH CRP DFW DAL DEN DSM DSI ELP FLL RSW GSP GUF HRL IND JAN JAX MCI TYS LAS LGB LAX SDF LBB MEM MIA MAF MSP BNA HVN LIT MSY LGA JFK OAK OKC OMA ONT MCO ECP PNS PHX AZA PIT PVU RDU SMF SLC SAT SAN SJC STL SRQ SAV SEA TPA TUS TUL DCA ILM | Destinos nacionales del Aeropuerto de Houston Hobby HOU ABQ AMA AVL ATL AUS BWI BHM BUR CHS CLT COS MDW CMH CRP DFW DAL DEN DSM DSI ELP FLL RSW GSP GUF HRL IND JAN JAX MCI TYS LAS LGB LAX SDF LBB MEM MIA MAF MSP BNA HVN LIT MSY LGA JFK OAK OKC OMA ONT MCO ECP PNS PHX AZA PIT PVU RDU SMF SLC SAT SAN SJC STL SRQ SAV SEA TPA TUS TUL DCA ILM | Destinos nacionales del Aeropuerto de Houston Hobby HOU ABQ AMA AVL ATL AUS BWI BHM BUR CHS CLT COS MDW CMH CRP DFW DAL DEN DSM DSI ELP FLL RSW GSP GUF HRL IND JAN JAX MCI TYS LAS LGB LAX SDF LBB MEM MIA MAF MSP BNA HVN LIT MSY LGA JFK OAK OKC OMA ONT MCO ECP PNS PHX AZA PIT PVU RDU SMF SLC SAT SAN SJC STL SRQ SAV SEA TPA TUS TUL DCA ILM | Destinos nacionales del Aeropuerto de Houston Hobby HOU ABQ AMA AVL ATL AUS BWI BHM BUR CHS CLT COS MDW CMH CRP DFW DAL DEN DSM DSI ELP FLL RSW GSP GUF HRL IND JAN JAX MCI TYS LAS LGB LAX SDF LBB MEM MIA MAF MSP BNA HVN LIT MSY LGA JFK OAK OKC OMA ONT MCO ECP PNS PHX AZA PIT PVU RDU SMF SLC SAT SAN SJC STL SRQ SAV SEA TPA TUS TUL DCA ILM | Destinos nacionales del Aeropuerto de Houston Hobby HOU ABQ AMA AVL ATL AUS BWI BHM BUR CHS CLT COS MDW CMH CRP DFW DAL DEN DSM DSI ELP FLL RSW GSP GUF HRL IND JAN JAX MCI TYS LAS LGB LAX SDF LBB MEM MIA MAF MSP BNA HVN LIT MSY LGA JFK OAK OKC OMA ONT MCO ECP PNS PHX AZA PIT PVU RDU SMF SLC SAT SAN SJC STL SRQ SAV SEA TPA TUS TUL DCA ILM | Destinos nacionales del Aeropuerto de Houston Hobby HOU ABQ AMA AVL ATL AUS BWI BHM BUR CHS CLT COS MDW CMH CRP DFW DAL DEN DSM DSI ELP FLL RSW GSP GUF HRL IND JAN JAX MCI TYS LAS LGB LAX SDF LBB MEM MIA MAF MSP BNA HVN LIT MSY LGA JFK OAK OKC OMA ONT MCO ECP PNS PHX AZA PIT PVU RDU SMF SLC SAT SAN SJC STL SRQ SAV SEA TPA TUS TUL DCA ILM | Destinos nacionales del Aeropuerto de Houston Hobby HOU ABQ AMA AVL ATL AUS BWI BHM BUR CHS CLT COS MDW CMH CRP DFW DAL DEN DSM DSI ELP FLL RSW GSP GUF HRL IND JAN JAX MCI TYS LAS LGB LAX SDF LBB MEM MIA MAF MSP BNA HVN LIT MSY LGA JFK OAK OKC OMA ONT MCO ECP PNS PHX AZA PIT PVU RDU SMF SLC SAT SAN SJC STL SRQ SAV SEA TPA TUS TUL DCA ILM |
| Destinos | Southwest Airlines | Allegiant Air | Frontier Airlines | Avelo Airlines | JSX | Otra | # | |
| --- | --- | --- | --- | --- | --- | --- | --- | --- |
| Albuquerque (ABQ) | • | | | | | | 1 | |
| Amarillo (AMA) | • | | | | | | 1 | |
| Asheville (AVL) | | • | | | | | 1 | |
| Atlanta (ATL) | • | | | | | Delta Air Lines | 2 | |
| Austin (AUS) | • | | | | | | 1 | |
| Baltimore (BWI) | • | | | | | | 1 | |
| Birmingham (BHM) | • | | | | | | 1 | |
| Burbank (BUR) | • | | | | | | 1 | |
| Charleston (CHS) | • | | | | | | 1 | |
| Charlotte (CLT) | • | | | | | | 1 | |
| Chicago (MDW) | • | | | | | | 1 | |
| Colorado Springs (COS) | • | | | | | | 1 | |
| Columbus (CMH) | • | | | | | | 1 | |
| Corpus Christi (CRP) | • | | | | | | 1 | |
| Dallas (DFW) | | | | | | American Airlines | 1 | |
| Dallas (DAL) | • | | | | • | | 2 | |
| Denver (DEN) | • | | • | | | | 2 | |
| Des Moines (DSM) | | • | | | | | 1 | |
| Destin (DSI) | • | | | | | | 1 | |
| Detroit (DTW) | • | | | | | | 1 | |
| El Paso (ELP) | • | | | | | | 1 | |
| Fort Lauderdale (FLL) | • | | | | | | 1 | |
| Fort Myers (RSW) | • | | | | | | 1 | |
| Greenville (GSP) | • | | | | | | 1 | |
| Gulf Shores (GUF) | | • | | | | | 1 | |
| Harlingen (HRL) | • | | | | | | 1 | |
| Indianápolis (IND) | • | | | | | | 1 | |
| Jacksonville (JAN) | • | | | | | | 1 | |
| Jacksonville (JAX) | • | | | | | | 1 | |
| Kansas City (MCI) | • | | | | | | 1 | |
| Knoxville (TYS) | | • | | | | | 1 | |
| Las Vegas (LAS) | • | | | | | | 1 | |
| Little Rock (LIT) | • | | | | | | 1 | |
| Long Beach (LGB) | • | | | | | | 1 | |
| Los Ángeles (LAX) | • | | | | | | 1 | |
| Louisville (SDF) | • | | | | | | 1 | |
| Lubbock (LBB) | • | | | | | | 1 | |
| Memphis (MEM) | • | | | | | | 1 | |
| Miami (MIA) | • | | | | | | 1 | |
| Midland (MAF) | • | | | | | | 1 | |
| Mineápolis (MSP) | | | | | | Sun Country Airlines | 1 | |
| Nashville (BNA) | • | | | | | | 1 | |
| New Haven (HVN) | | | | • | | | 1 | |
| Nueva Orleans (MSY) | • | | | | | | 1 | |
| Nueva York (LGA) | • | | | | | | 1 | |
| Oakland (OAK) | • | | | | | | 1 | |
| Oklahoma City (OKC) | • | | | | | | 1 | |
| Omaha (OMA) | • | | | | | | 1 | |
| Ontario (ONT) | • | | | | | | 1 | |
| Orlando (MCO) | • | | • | | | | 2 | |
| Panama City (ECP) | • | | | | | | 1 | |
| Pensacola (PNS) | • | | | | | | 1 | |
| Phoenix (PHX) | • | | | | | | 1 | |
| Phoenix (AZA) | | • | | | | | 1 | |
| Pittsburgh (PIT) | • | | | | | | 1 | |
| Provo (PVU) | | • | | | | | 1 | |
| Raleigh (RDU) | • | | | | | | 1 | |
| Salt Lake City (SLC) | • | | | | | | 1 | |
| Sacramento (SMF) | • | | | | | | 1 | |
| San Antonio (SAT) | • | | | | | | 1 | |
| San Diego (SAN) | • | | | | | | 1 | |
| San José (SJC) | • | | | | | | 1 | |
| San Luis (STL) | • | | | | | | 1 | |
| Sarasota (SRQ) | • | | | | | | 1 | |
| Savannah (SAV) | • | | | | | | 1 | |
| Seattle (SEA) | • | | | | | | 1 | |
| Tampa (TPA) | • | | | | | | 1 | |
| Tucson (TUS) | • | | | | | | 1 | |
| Tulsa (TUL) | • | | | | | | 1 | |
| Washington (DCA) | • | | | | | | 1 | |
| Wilmington (ILM) | | | | • | | | 1 | |
| Total | 61 | 6 | 2 | 2 | 1 | 3 | 71 | |

### Destinos internacionales
Se ofrece servicio a 9 destinos internacionales (1 estacional), a cargo de 1 aerolínea.
| México (3 destinos, 1 aerolínea)                             |                                               |                                 |         |
| Cancún                                                       | Aeropuerto Internacional de Cancún            | Southwest Airlines              | Oeste   |
| Puerto Vallarta                                              | Aeropuerto Internacional de Puerto Vallarta   | Southwest Airlines              | Oeste   |
| San José del Cabo                                            | Aeropuerto Internacional de Los Cabos         | Southwest Airlines              | Oeste   |
| Centroamérica y El Caribe                                    |                                               |                                 |         |
| Belice (1 destino, 1 aerolínea)                              |                                               |                                 |         |
| Ciudad de Belice                                             | Aeropuerto Internacional Philip S. W. Goldson | Southwest Airlines              | Oeste   |
| Costa Rica (2 destinos, 1 aerolínea)                         |                                               |                                 |         |
| Liberia                                                      | Aeropuerto de Guanacaste                      | Southwest Airlines              | Oeste   |
| San José                                                     | Aeropuerto Internacional Juan Santamaría      | Southwest Airlines              | Oeste   |
| Jamaica (1 destino, 1 aerolínea)                             |                                               |                                 |         |
| Montego Bay                                                  | Aeropuerto Internacional Sir Donald Sangster  | Southwest Airlines              | Oeste   |
| Puerto Rico (1 destino, 1 aerolínea)                         |                                               |                                 |         |
| San Juan                                                     | Aeropuerto Internacional Luis Muñoz Marín     | Southwest Airlines              | Central |
| República Dominicana (1 destino [1 estacional], 1 aerolínea) |                                               |                                 |         |
| Punta Cana                                                   | Aeropuerto Internacional de Punta Cana        | Southwest Airlines (Estacional) | Oeste   |
| Total: 9 destinos (1 estacional), 6 países, 1 aerolínea      |                                               |                                 |         |

## Estadísticas

### Rutas más transitadas

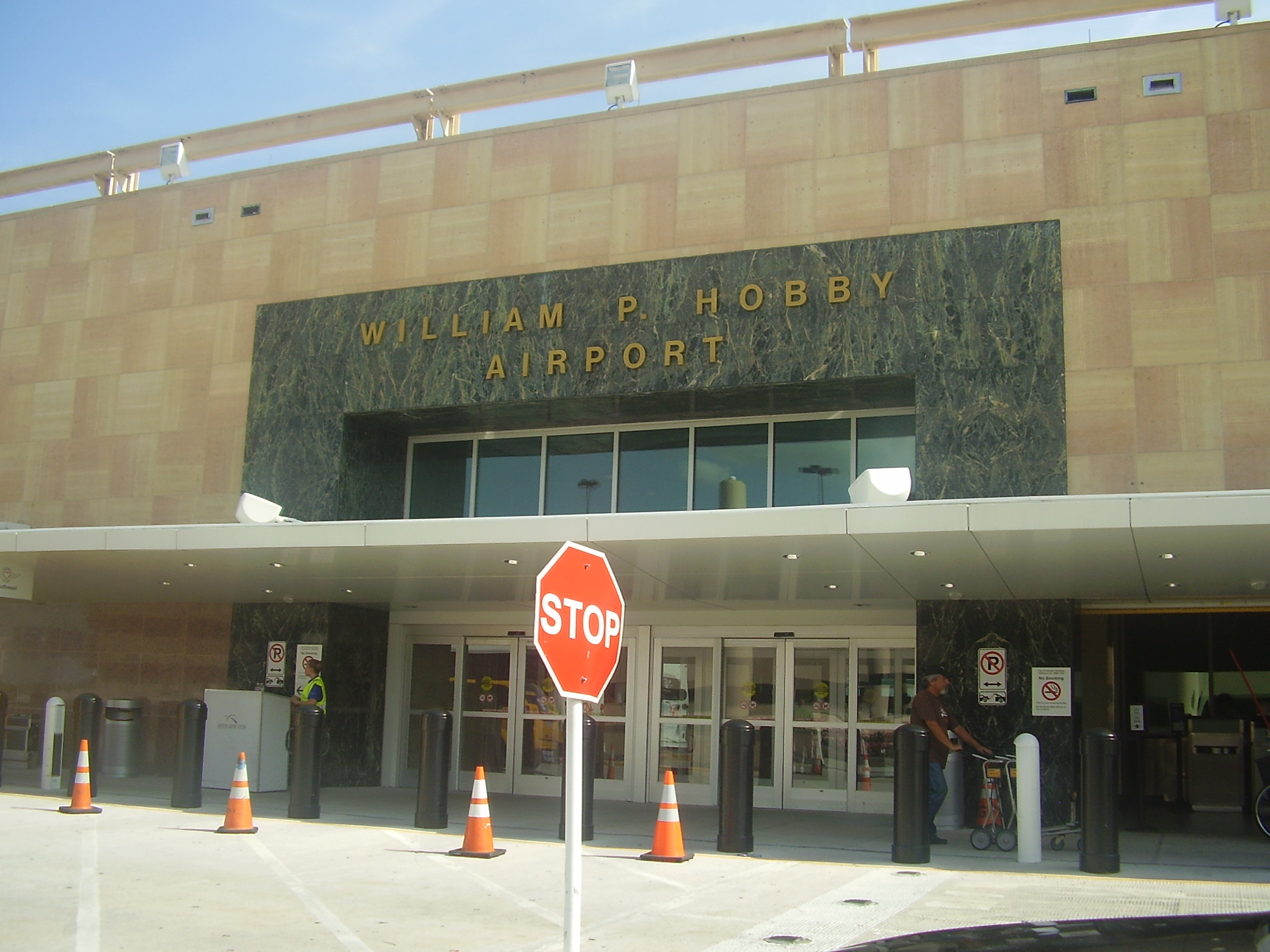
Aeropuerto Hobby.

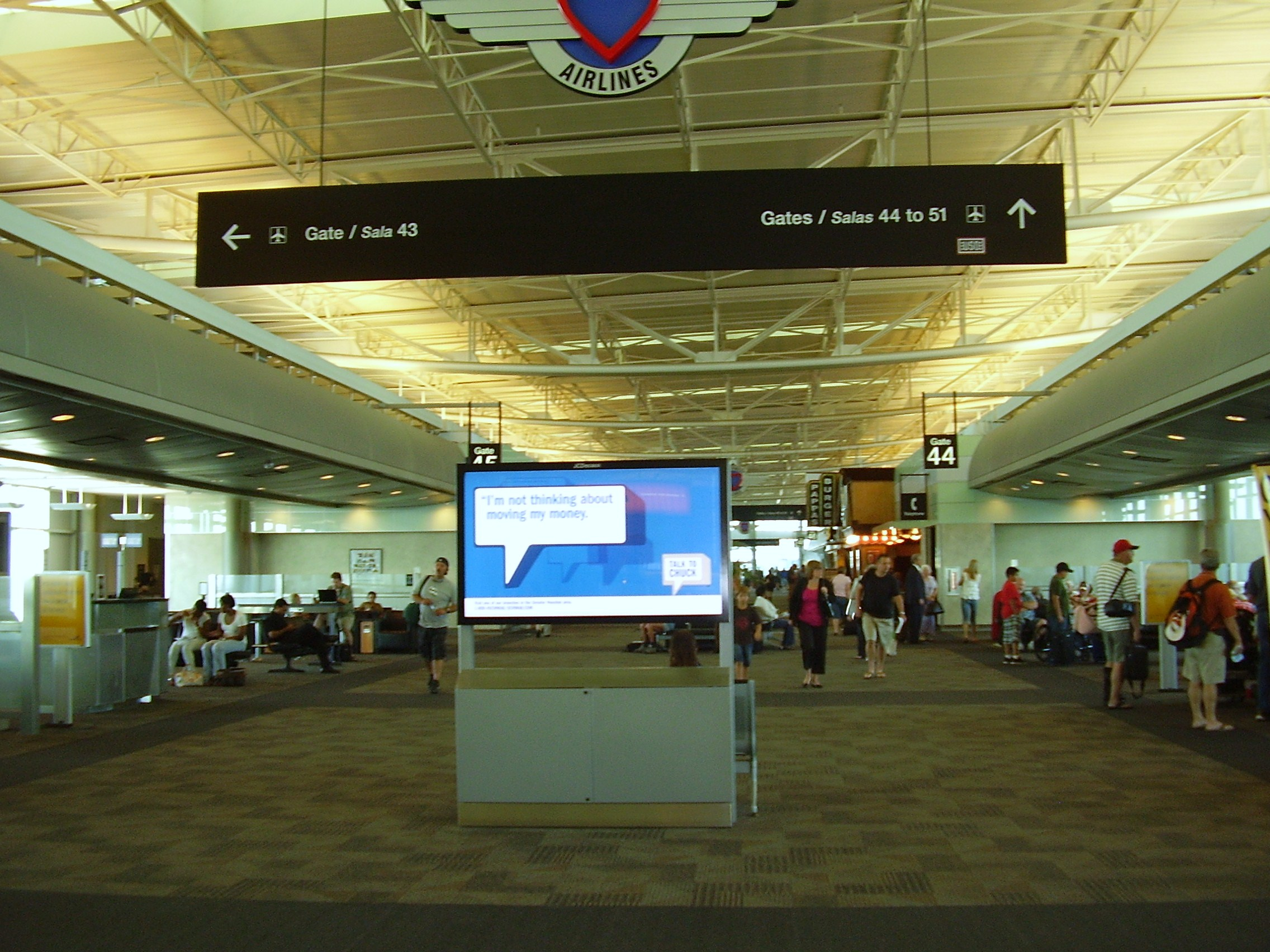
Interior del aeropuerto.

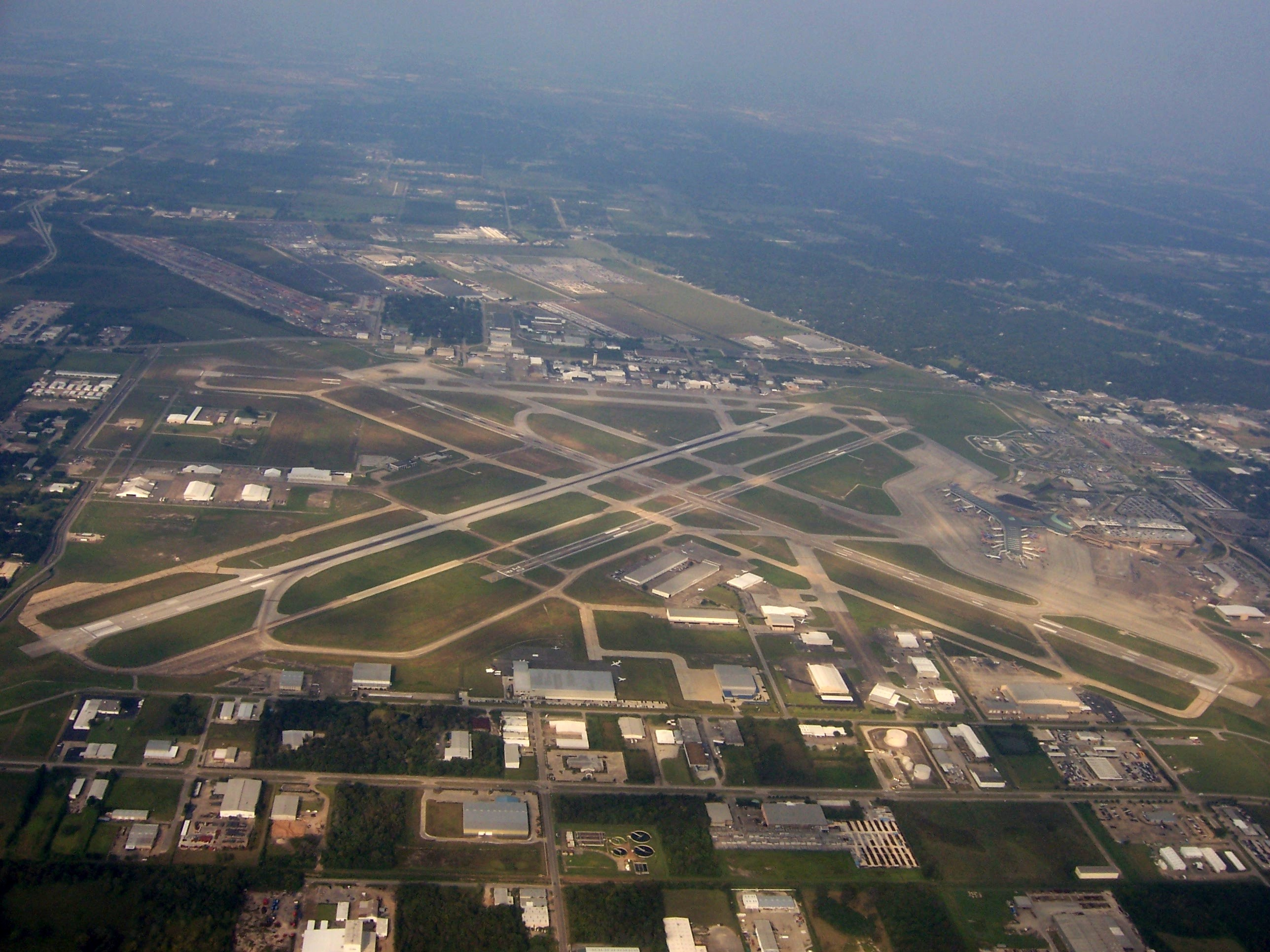
Vista aérea del aeropuerto.

| Número | Ciudad                  | Pasajeros | Aerolínea                             |
| ------ | ----------------------- | --------- | ------------------------------------- |
| 1      | Dallas, Texas           | 417,000   | JSX, Southwest Airlines               |
| 2      | Atlanta, Georgia        | 360,000   | Delta Air Lines, Southwest Airlines   |
| 3      | Denver, Colorado        | 353,000   | Frontier Airlines, Southwest Airlines |
| 4      | Las Vegas, Nevada       | 280,000   | Southwest Airlines                    |
| 5      | Orlando, Florida        | 270,000   | Frontier Airlines, Southwest Airlines |
| 6      | Phoenix, Arizona        | 262,000   | Southwest Airlines                    |
| 7      | Chicago, Illinois       | 247,000   | Southwest Airlines                    |
| 8      | Nueva Orleans, Luisiana | 245,000   | Southwest Airlines                    |
| 9      | Nashville, Tennessee    | 215,000   | Southwest Airlines                    |
| 10     | Baltimore, Maryland     | 205,000   | Southwest Airlines                    |

| Número | Ciudad                    | Pasajeros | Aerolínea                             |
| ------ | ------------------------- | --------- | ------------------------------------- |
| 1      | Cancún, México            | 274,843   | Frontier Airlines, Southwest Airlines |
| 2      | San José del Cabo, México | 173,092   | Southwest Airlines                    |
| 3      | Puerto Vallarta, México   | 92,421    | Southwest Airlines                    |
| 4      | San José, Costa Rica      | 88,582    | Southwest Airlines                    |
| 5      | Liberia, Costa Rica       | 75,976    | Southwest Airlines                    |
| 6      | Ciudad de Belice, Belice  | 67,749    | Southwest Airlines                    |
| 7      | Cozumel, México           | 67,184    | Southwest Airlines                    |
| 8      | Montego Bay, Jamaica      | 48,015    | Southwest Airlines                    |

### Tráfico anual
| Año  | Pasajeros | Año  | Pasajeros  |
| ---- | --------- | ---- | ---------- |
| 1987 | 7,936,186 | 2007 | 8,819,521  |
| 1988 | 7,697,748 | 2008 | 8,775,798  |
| 1989 | 7,947,549 | 2009 | 8,498,441  |
| 1990 | 8,165,185 | 2010 | 9,054,001  |
| 1991 | 7,840,673 | 2011 | 9,843,302  |
| 1992 | 8,320,849 | 2012 | 10,437,648 |
| 1993 | 8,462,863 | 2013 | 11,109,449 |
| 1994 | 8,170,283 | 2014 | 11,945,825 |
| 1995 | 8,199,157 | 2015 | 12,095,482 |
| 1996 | 8,387,434 | 2016 | 12,909,075 |
| 1997 | 8,276,321 | 2017 | 13,435,672 |
| 1998 | 8,750,439 | 2018 | 14,476,469 |
| 1999 | 8,864,921 | 2019 | 14,455,307 |
| 2000 | 9,105,514 | 2020 | 6,476,309  |
| 2001 | 8,637,150 | 2021 | 11,307,392 |
| 2002 | 8,035,727 | 2022 | 13,113,866 |
| 2003 | 7,803,330 | 2023 | 13,908,466 |
| 2004 | 8,290,559 | 2024 | 14,612,605 |
| 2005 | 8,257,506 |      |            |
| 2006 | 8,548,955 |      |            |

## Transporte terrestre

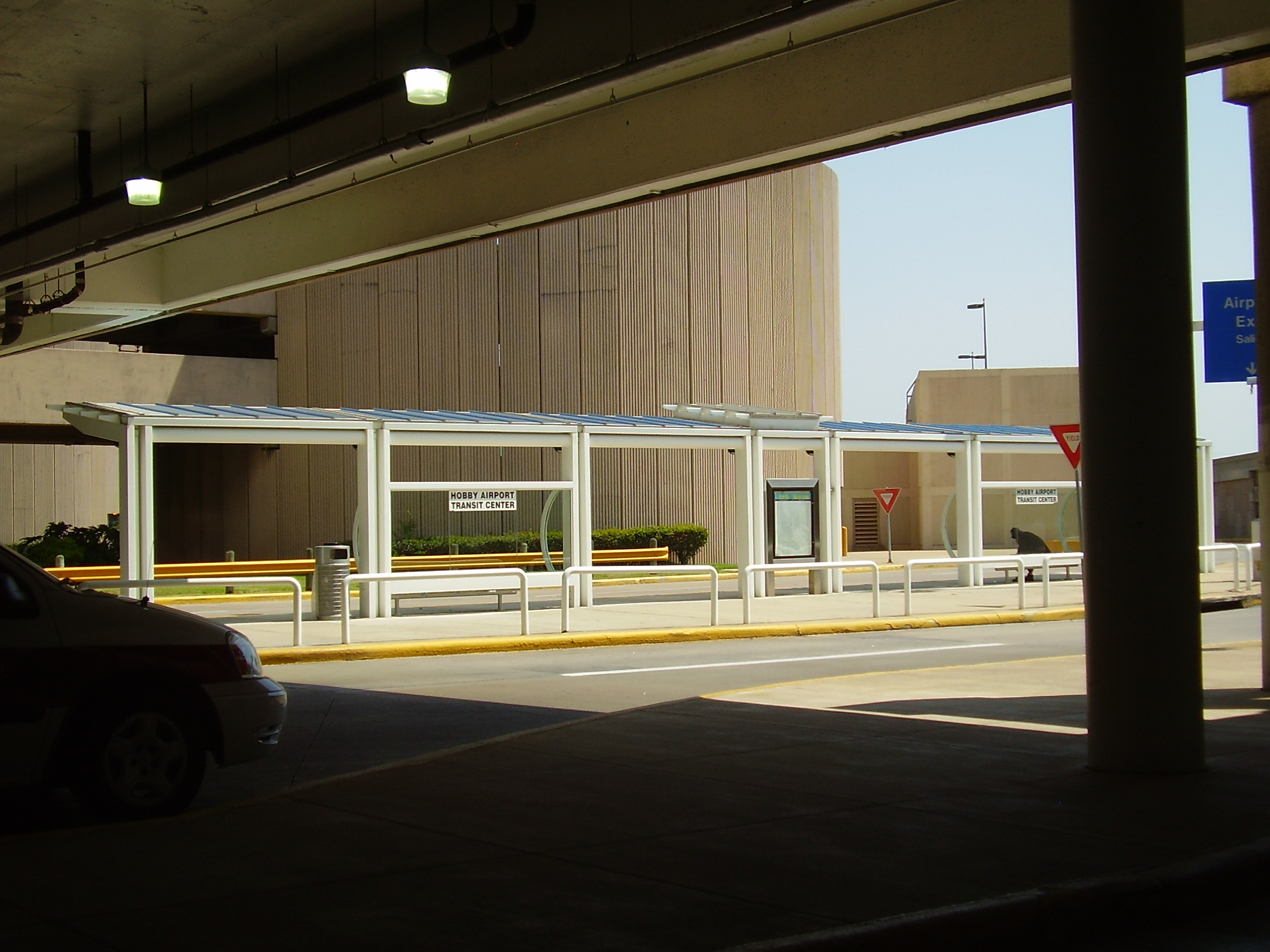
Centro de tránsito del Aeropuerto Hobby.

### Autobús
La Autoridad Metropolitana de Tránsito del Condado de Harris, o METRO, se detiene en el Curbzone 13.

### Camionetas de cortesía
Camionetas de cortesía son operadas por varios hoteles y moteles en y alrededor del área de Houston. Hay teléfonos de cortesía en las zonas de reclamo de equipajes para solicitar traslado para la mayoría de los hoteles y moteles.

### Shuttles
Los servicios de transporte de viaje compartido están disponible a HOU. Supershuttle toma reservas y traslada viajeros a sus hogares o negocios y los transporta al aeropuerto y viceversa. Además, servicio de autobuses y de transporte programado es proporcionado por distintas compañías de HOU a áreas fuera del área  metropolitana de Houston y Galveston y a College Station. Estos servicios se pueden encontrar en la zona de reclamo de equipajes.

### Taxi
Los taxis están disponibles en el Curbzone 3.

## Aeropuertos cercanos
Los aeropuertos más cercanos son:
- Aeropuerto Intercontinental George Bush (38km)
- Aeropuerto Regional de Southeast Texas (126km)
- Aeropuerto Easterwood (148km)
- Aeropuerto Regional de Victoria (181km)
- Aeropuerto Regional de Lake Charles (205km)